# The Moorside
The Moorside es una miniserie dramática británica transmitida del 7 de febrero de 2017 hasta el 14 de febrero de 2017 por medio de la cadena BBC One.
La miniserie está basada en los sucesos verdaderos de la desaparición de la pequeña de nueve años, Shannon Matthews el 19 de febrero de 2008 y la posterior búsqueda de la policía y voluntarios de Dewsbury en West Yorkshire.

## Historia
En la noche del 19 de febrero de 2008 en la propiedad de Moorside en Dewsbury, West Yorkshire, Shannon Matthews de nueve años de edad es reportada como desaparecida por su madre Karen Matthew. Mientras la policía busca a Shannon durante los siguientes días, la amiga de Karen, Julie Bushby organiza un equipo de búsqueda de voluntarios locales. 
Pronto los detectives Christine Freeman y Alex Grummitt comienzan a cuestionar a Karen sobre la desaparición de su hija, mientras los días y horas pasan Freeman le dice a Julie que debido a la gran posibilidad de que Shannon no esté con vida, debe de ayudar a Karen a prepararse para lo peor.
Conforme Karen numerosas súplicas al público para que la ayuden a recuperar a su hija, su otra amiga Natalie Brown pronto comienza a sospechar más del comportamiento de Karen (cuando baila durante el tono del celular de Freeman o sonríe durante la marcha por su hija). 
Cuando las noticias llegan a la comunidad de que Shannon ha sido encontrada con vida, pronto las sospechas caen sobre Karen y el tío de su novio, Michael Donovan.

## Personajes

### Personajes principales
| Actor            | Personaje                   | Ocupación                                                   | Episodios | Duración |
| ---------------- | --------------------------- | ----------------------------------------------------------- | --------- | -------- |
| Sheridan Smith   | Julie Bushby                | Organizadora de la Búsqueda de Voluntarios / Amiga de Karen | 2         | 2017     |
| Gemma Whelan     | Karen Matthews              | Madre de Shannon                                            | 2         | 2017     |
| Sian Brooke      | Natalie Brown               | Miembro de la Búsqueda / Amiga de Karen                     | 2         | 2017     |
| Siobhan Finneran | DC. Christine Freeman       | Detective                                                   | 2         | 2017     |
| Steve Oram       | DC. Alex Grummitt           | Detective                                                   | 2         | 2017     |
| Tom Hanson       | Craig Meehan                | Novio de Karen                                              | 2         | 2017     |
| Faye McKeever    | Petra Jamieson              | Miembro de la Búsqueda / Amiga de Karen                     | 2         | 2017     |
| Dean Andrews     | PC. Steve "Kinchie" Kinchin | Oficial                                                     | 2         | 2017     |
| Paul Opacic      | Det. Sgt. Paul Brennan      | Detective Sargento                                          | 2         | 2017     |
| Sam Chapman      | Michael Donovan             | Tío de Craig                                                | 1         | 2017     |

### Personajes recurrentes
| Actor            | Personaje            | Ocupación             | Episodios | Duración |
| ---------------- | -------------------- | --------------------- | --------- | -------- |
| John Dagleish    | Pete "Scouse" Brown  | -                     | 2         | 2017     |
| William Hunt     | Peter Bushby         | -                     | 2         | 2017     |
| Cody Ryan        | Tiffany Bushby       | -                     | 2         | 2017     |
| Kirsty Armstrong | Stacey Bushby        | -                     | 2         | 2017     |
| Sally Carr       | Sheryl               | -                     | 2         | 2017     |
| Erin Shanagher   | Debbie               | -                     | 2         | 2017     |
| Charlotte Mills  | Amanda Hyett         | Hermana de Craig      | 2         | 2017     |
| Darren Connolly  | Neil Hyett           | Esposo de Amanda      | 2         | 2017     |
| Catherine Breeze | Alice Meehan         | Madre de Craig        | 2         | 2017     |
| Macy Shackleton  | Callie Brown         | Amiga de Shannon      | 2         | 2017     |
| Rebecca Manley   | Rev. Kathy Robertson | Reverendo             | 2         | 2017     |
| Martin Savage    | Ian                  | -                     | 2         | 2017     |
| Deborah Bartlett | -                    | Reportera             | 2         | 2017     |
| Martin Gledhill  | -                    | Residente local       | 2         | 2017     |
| Patricia Winker  | -                    | Residente local       | 2         | 2017     |
| Keith Nahon      | -                    | Residente local       | 2         | 2017     |
| Stephan Fleming  | -                    | Oficial de CID        | 2         | 2017     |
| Ernest Vernon    | -                    | Miembro de la prensa  | 2         | 2017     |
| David Zezulka    | Insp. Ian Gayles     | Inspector             | 1         | 2017     |
| Gail Kemp        | Anne                 | -                     | 1         | 2017     |
| Peter Quinn      | Gibbo                | -                     | 1         | 2017     |
| Bill Maynard     | Cecil                | -                     | 1         | 2017     |
| Andrew Squires   | -                    | Reportero             | 1         | 2017     |
| Rachel Logan     | -                    | Trabajadora social    | 1         | 2017     |
| Steve Garti      | -                    | Residente local       | 1         | 2017     |
| Keir Charles     | -                    | Abogado               | 1         | 2017     |
| Nicholas Jones   | -                    | Juez                  | 1         | 2017     |
| William Atkinson | -                    | Oficial de la prisión | 1         | 2017     |
| Nigel Black      | -                    | Oficial de CID        | 1         | 2017     |
| Grant Crookes    | -                    | Detective             | 1         | 2017     |
| Philip Gascoyne  | -                    | Abogado defensor      | 1         | 2017     |

## Episodios
La miniserie estuvo conformada por dos episodios. 

## Producción
La miniserie fue dirigida por Paul Whittington y escrita por Neil McKay. Contó con el productor Ken Horn, así como con los productores ejecutivos Neil McKay, Jeff Pope y Lucy Richer, así como con el productor de línea Menzies Kennedy.
El título otorgado a la miniserie se refiere a la urbanización de Moorside en Dewsbury, donde la familia Matthews vivía.
La miniserie sigue la historia real de la desaparición de la pequeña Shannon Louise Matthews de nueve años el 19 de febrero de 2008, en Dewsbury, West Yorkshire, en Inglaterra. La búsqueda de la pequeña se convirtió en una de las operaciones más grandes de la policía y fue comparada con la realizada durante la desaparición de la pequeña Madeleine McCann. Finalmente se descubrió a la pequeña Shannon viva el 14 de marzo de 2008 en una casa en Batley Carr cerca de Dewsbury, la casa era propiedad de Michael Donovan, el tío de Craig Meehan quien era el novio de Karen Matthews, la madre de Shannon. Las investigaciones revelaron que el secuestro de la pequeña Shannon había sido orquestado por Karen y Michael para obtener dinero de la publicidad, en donde Michael debía "encontrar" a Shannon, llevarla a la estación de la policía y reclamar el dinero de la recompensa, el cual posteriormente se dividirían entre los dos.
Fue filmada en Halifax, West Yorkshire, Inglaterra, Reino Unido.
Contó con las compañías de producción "British Broadcasting Corporation" y por "ITV Studios" para la BBC.
La miniserie fue estrenada el 7 de febrero de 2017 en el Reino Unido, mientras que el DVD fue estrenado el 27 de febrero de 2017.